# Butylhydroxianisol
Butylhydroxianisol eller BHA är en antioxidant med E-numret E320. 